# Дукачик Терсамон
Дукачик Терсамон (Lycaena thersamon) — вид денних метеликів родини Синявцеві (Lycaenidae)

## Поширення
Вид поширений в центральній Італії, у Південно-Східній та Східній Європі на схід через Туреччину до Ізраїлю, Афганістану, Південного Уралу та Алтаю.
В Україні трапляється на всій території, крім північно-західних областей та Карпат.

## Опис
Розмах крил до 35 мм. Передні крила зверху червоні, у самиці з чорними плямами. Верхня сторона задніх крил коричнева зі слабо вираженими цятками вздовж зовнішнього краю. Задні кути задніх крил відтягнуті в короткі «хвостики».
Гусінь зелена, з жовтуватими поздовжніми смугами на спині і боках.

## Спосіб життя
Населяє сухі злаково-різнотравні степи, солончакові степи, сухі лісові галявини, сільськогосподарські поля і городи, мішані ліси, береги річок і озер. Метелики спостерігаються з квітня до жовтня. Протягом року розвивається 2-3 покоління. Гусінь живиться листям дерези та споришу.